# Hans Frangenheim

Hans Frangenheim

Hans Frangenheim (* 18. Januar 1920 in Köln; † 22. September 2001 in Konstanz) war ein deutscher Gynäkologe. Er gilt als Begründer der gynäkologischen Laparoskopie.

## Leben
Hans Frangenheim wurde 1920 als zweiter Sohn des Ordinarius für Chirurgie an der Universität Köln Paul Frangenheim und seiner Frau Margarete geboren. Er besuchte eine Schule in Köln und nach dem Tod des Vaters 1930 ein Internat in der Schweiz bis 1938. Im Zweiten Weltkrieg wurde er zum Arbeits- und Wehrdienst bei der Luftwaffe eingesetzt. Von 1942 bis 1945 konnte er als Soldat Medizin an den Universitäten Münster, Bonn und Köln studieren. Er kam in amerikanische Kriegsgefangenschaft, wo er als Assistent in einem Kriegsgefangenenlazarett arbeitete. Von 1946 bis 1950 war Frangenheim Assistent an der Chirurgischen Universitätsklinik Köln und am Pathologischen Institut der Universität Bonn. Danach begann er im Jahre 1950 eine gynäkologisch-geburtshilfliche Ausbildung an der Landesfrauenklinik Wuppertal unter Karl Julius Anselmino (1900–1978) und wurde dort 1954 Oberarzt. 1966 wechselte Frangenheim als Chefarzt an der Städtischen Frauenklinik nach Konstanz. Er wurde 1977 an der Albert-Ludwigs-Universität Freiburg habilitiert und dort 1983 auch zum außerplanmäßigen Professor ernannt. Er leitete die Frauenklinik in Konstanz bis zu seinem Ruhestand 1985.
Hans Frangenheim verstarb 2001 im Alter von 81 Jahren. Er wurde in der Familiengrabstätte auf dem Kölner Melaten-Friedhof beigesetzt.

## Wirken
Frangenheim erkannte die Möglichkeiten der Laparoskopie in der Gynäkologie, nachdem er 1951 als gynäkologischer Ausbildungsassistent an der Landesfrauenklinik in Wuppertal zu einer internistischen Laparoskopie gerufen wurde.

„Da merkte ich, daß sich hier ein neues Hilfsmittel für die Gynäkologie anbieten würde und begann, mich mit der Literatur zu beschäftigen. Am meisten hatte mir ein Ausspruch im Lehrbuch von Kalk imponiert, der schrieb, daß er sicher sei, daß für die Laparoskopie in der Gynäkologie ein großes Indikationsgebiet sich eröffnen würde.“

Nachdem er die Instrumente für die Gynäkologie etwas modifiziert hatte, begann Frangenheim 1952 regelmäßig zu laparoskopieren. Außerdem entwickelte er mit dem Unternehmen Dräger das erste CO2-Insufflationsgerät zur kontinuierlichen und kontrollierten Befüllung des Bauchraums mit dem Gas. Er hospitierte 1955 in Paris bei Raoul Palmer, der seinerzeit in der Sterilitätsdiagnostik und -therapie führend war, und erkannte die Überlegenheit der Laparoskopie im Vergleich zur Kuldoskopie, die damals üblicherweise angewandt wurde. Frangenheim erkannte die ersten Indikationen für die Laparoskopie in der Gynäkologie im Bereich der Diagnostik der Extrauteringravidität, der chronischen Unterbauchschmerzen, der Unfruchtbarkeit und der Eierstocktumore.
Zusammen mit Palmer beschrieb Frangenheim eine laparoskopische Methode zur Sterilisierung der Frau durch Koagulation.

## Schriften
- Die Bedeutung der Laparoskopie für die gynäkologische Diagnostik. In: Fortschr Med. 76, 1958, S. 451–452.
- Die Laparoskopie und die Culdoskopie in der Gynäkologie. Thieme Verlag, Stuttgart, 1959.
- Die Tubensterlisation unter Sicht mit dem Laparoskop. In: Geburtsh Frauenheilk. 24, 1964, S. 470–473. PMID 14237965
- Die heutige Stellung der Laparoskopie in der Gynäkologie. In: Arch Gynaekol. 207 (1969), S. 240–250. PMID 5819942
- Die Laparoskopie in der Gynäkologie, Chirurgie und Pädiatrie: Lehrbuch und Atlas. Thieme Verlag, Stuttgart 1970, ISBN 3-13-331403-3.
- Laparoscopy and culdoscopy in gynecology: Textbook and atlas. Butterworths, London 1972, ISBN 0-407-90100-0.
- Ovulation: Homo sapiens In: Encyclopaedia cinematographica. Institut für wissenschaftlichen Film, Göttingen 1973.
- Diagnostische und operative Laparoskopie in der Gynäkologie: ein Farbatlas. Marseille Verlag, München 1980.
- Laparoskopie in der Gynäkologie: Bilder zur diagnostischen und operativen Laparoskopie. ROCOM Verlag, Basel 1981, ISBN 3-7244-8520-4.

## Auszeichnungen
Hans Frangenheim wurde für seine Leistungen wiederholt national und international geehrt.
- Ehrenmitgliedschaft der American Association of Gynecological Laparoscopy (1971)
- Fellow of the Royal College of Obstetricians and Gynaecologists ad eundem (1978)
- Ehrenmitgliedschaft der Arbeitsgemeinschaft Gynäkologische Endoskopie (AGE) der Deutschen Gesellschaft für Gynäkologie und Geburtshilfe
- Präsident der Französischen Societe Medicale Internationale d Endoscopie et de Radiocinema
- Schindlerpreis für beste endoskopische Fotografie (1967)
- Shirokdar Memorial Award (1979)
- Bundesverdienstkreuz I. Klasse (1985)
- Croce al merito (Italien) (1982)
- EMY-Award (1984)

Kurt Semm würdigte Frangenheim anlässlich dessen 80. Geburtstages mit den Worten:

„Der Name Frangenheim ist heute untrennbar mit der Methode der gynäkologischen Laparoskopie verbunden. Er hat für Deutschland und die Welt Epochales geleistet und wird in die Geschichte der deutschen Gynäkologie eingehen.“

Die Arbeitsgemeinschaft Gynäkologische Endoskopie der Deutschen Gesellschaft für Gynäkologie und Geburtshilfe verleiht jährlich den mit 2.000 Euro dotierten Hans-Frangenheim-Preis für wissenschaftliche Arbeiten aus dem Bereich der Laparoskopischen Chirurgie.